# Alois Neuman
Alois Neuman (12. března 1901 Smidary – 27. července 1977 Praha) byl československý politik, ministr a poslanec Národního shromáždění za Československou stranu národně socialistickou, později za Československou stranu socialistickou, jako nástupkyni Československé strany národně socialistické začleněné do Národní fronty v rámci komunistického režimu.

## Biografie

### Aktivity za první republiky
Alois Neuman se narodil dne 12. března 1901 ve Smidarech v rodině četnického strážmistra. Po maturitě na reálném gymnáziu (1919) se stal nejprve výpomocným učitelem ve Psářích a začátkem února 1920 nastoupil v Brandýse nad Labem jako městský manipulační úředník. Původně chtěl studovat medicínu, ale na to neměli rodiče peníze. V roce 1920 se dal zapsat na právnickou fakultu, studoval při zaměstnání a dne 25. 6. 1925 byl promován na doktora práv. Poté působil jako úředník v Brandýse nad Labem a v Praze. Po absolvování prezenční vojenské služby pracoval u Všeobecné nemocenské pojišťovny v Praze a záhy se stal jejím místoředitelem. Mimoto se habilitoval na docenta organizace sociálního pojištění na Vysoké škole speciálních nauk při Vysokém učení technickém. Tento obor také přednášel až do roku 1949.
Za první republiky byl předním funkcionářem systému nemocenského pojištění.
V roce 1918 vstoupil do Československé strany národně socialistické. Působil nejprve v mládežnických organizacích a postupně se stal poměrně významným politikem v celostátním měřítku. V parlamentních volbách v roce 1935 se stal poslancem Národního shromáždění. Poslanecké křeslo si oficiálně podržel do zrušení parlamentu roku 1939. Ještě krátce předtím, v prosinci 1938, přestoupil do poslaneckého klubu nově zřízené Strany národní jednoty. Povoláním byl vedoucí úředník. Podle údajů z roku 1935 bydlel v Českých Budějovicích.
V letech 1937–1939 byl starostou Českých Budějovic. Za nacistické okupace byl vězněn v koncentračním táboře Buchenwald.

### Poválečné období
Po roce 1945 se vrátil do politiky a od roku 1946 byl předsedou MNV v Českých Budějovicích.
Po osvobození byl v letech 1945–1946 poslancem Prozatímního Národního shromáždění. V parlamentních volbách v roce 1946 byl zvolen do Ústavodárného Národního shromáždění. V parlamentních volbách roku 1948 se stal poslancem Národního shromáždění, kde pak mandát získal i ve volbách v roce 1954. Ve volbách v roce 1960 se stal poslancem Národního shromáždění Československé socialistické republiky, přičemž křeslo si udržel i po volbách v roce 1964 až do roku 1968. V období let 1969–1976 ještě sloužil jako poslanec ve Federálním shromáždění, kde zasedal ve Sněmovně lidu. Poslancem tak byl po válce nepřetržitě po 31 let.
Během únorového převratu roku 1948 patřil v rámci národně socialistické strany k stoupencům spolupráce s komunisty, kteří stranu ovládli. Zasedal v ústředním akčním výboru Národní fronty. V roce 1955 vystoupil proti předsedovi této strany (přejmenované mezitím na Československá strana socialistická) Emanuelovi Šlechtovi kvůli jeho údajným tendencím k obnově buržoazních „koaličních iluzí“. Straně pak v letech 1960–1968 sám předsedal. Zastával četné vládní posty.
V druhé vládě Klementa Gottwalda, vládě Antonína Zápotockého, první vládě Viliama Širokého a druhé vládě Viliama Širokého byl v letech 1948–1960 ministrem pošt (později nazýváno ministerstvem spojů). V třetí vládě Viliama Širokého a ve vládě Jozefa Lenárta zastával v letech 1960–1968 post ministra spravedlnosti.

## Ocenění
- Řád republiky (1955)[17]
- Řád Klementa Gottwalda (1961)[17]

## Paměti
- NEUMAN, Alois. Jak jsem žil: hrst vzpomínek a kus historie. Vyd. 1. Praha: Melantrich, 1971. 177 s. cnb000428951.